# Adolescent Sex
Adolescent Sex (с англ. — «Подростковый секс»; в Австралии и Новой Зеландии — Japan) — дебютный студийный альбом английской группы Japan, изданный лейблом Ariola Hansa 8 апреля 1978 года.

## История
Группа Japan была создана в 1974 году, а её окончательный состав сформировался в конце 1975 года. В 1977 году группа заключила контракт с западногерманским лейблом Ariola Hansa, на котором в конце того же года началась запись их дебютного альбома Adolescent Sex. В качестве продюсера выступил Рэй Сингер. Спустя годы, сохранившиеся демозаписи 1977 года были изданы лейблом Hickory на CD.
31 марта 1978 года был выпущен первый сингл с альбома — Don’t Rain On My Parade, а 8 апреля сам альбом. В апреле был выпущен сингл Adolescent Sex, в августе — The Unconventional. В Испании Ariola выпустила версию сингла Adolescent Sex, аналогичную альбомной. Однако осенью 1978 года была записана новая версия (длительностью 4:12), которая попала в европейские чарты, а в 1981 году вошла в сборник Assemblage под названием "Adolescent Sex" (Re-recorded version).
Альбом был издан на LP, компакт-кассетах и кассетах Stereo 8. Чтобы избежать споров по поводу названия, лейбл RCA Victor переименовал Adolescent Sex в Japan и изменил обложку при выпуске альбома в Австралии и Новой Зеландии. При выпуске альбома в Японии его название было переведено на японский как 果てしなき反抗 (с яп. — «бесконечный бунт»), японские названия песен тоже отличаются от оригинальных. В Турции альбом Adolescent Sex был выпущен небольшим тиражом (около 500 экземпляров), и его трек-лист подвергся цензуре: из альбома были исключены Don’t Rain On My Parade и Communist China, причём на обратной стороне конверта название Don’t Rain On My Parade было закрашено белым цветом, а Communist China — чёрным.
В 1982 году, уже после распада группы, Дэвид Силвиан заявил в интервью журналу Smash Hits, что сожалеет о выходе альбома Adolescent Sex:

Я сожалею о первом альбоме, Adolescent Sex, в том смысле, что мы были слишком молоды, слишком наивны, чтобы его делать. Люди вокруг нас должны были это понять и не выпускать его. Второй альбом вполне подошёл бы как первый альбом.
Оригинальный текст (англ.)I regret the first album, 'Adolescent Sex', in the sense that we were too young, too naive to make it. The people around us should have realised that and not had it released. The second album is okay as a first album.

### Коммерческий успех
Adolescent Sex не имел коммерческого успеха на родине группы — в Великобритании, а также в Америке. Однако принёс группе большую популярность в Японии, где он был выпущен 25 сентября 1978 года. В первый день было продано 15 000 копий альбома, а за неделю — более 100 000, что позволило ему занять 20 место в Oricon Albums Chart. Был объявлен конкурс фанатских переводов песен на японский язык, после которого лейблом Victor в октябре 1978 года в рамках рекламной кампании Obscure Alternatives, следующего альбома группы, был издан мини-альбом 日本語シートレコード с записью того, как Дэвид Силвиан читает японские переводы песен Adolescent Sex (в двух вариантах), Lovers On Main Street и Suburban Love.
Сингл Adolescent Sex попал в несколько европейских хит-парадов: французский Top 40 TMP France, нидерландские De Nationale Hitparade и Dutch Top 40, бельгийские BRT Top 30 и Ultratop. Также группа выступила с этой песней в телепередачах TopPop (Нидерланды) и Exclusif (Франция).

### Переиздания
В 1993 году вошёл в состав японского бокс-сета Prophétique 1978 ~ 1980.
В 2004 году альбом был ремастирован и 18 апреля выпущен лейблом Sony BMG Music Entertainment на CD, с четырьмя видео в качестве бонусного материала. Переиздавался в 2006 и 2008 годах.
В 2010 и 2012 годах выпускался на виниле лейблом Music On Vinyl с двумя треками на бонусном сингле.
В 2011 году включён в бокс-сет Original Album Classics, выпущенный лейблом Sony Music.

## Отзывы и критика
Журнал The Sound назвал Adolescent Sex самым интересным дебютом британской группы в 1978 году.

## Список композиций
| №  | Название                  | Автор(ы)                | Длительность |
| -- | ------------------------- | ----------------------- | ------------ |
| 1. | «Transmission»            | Дэвид Силвиан           | 4:46         |
| 2. | «The Unconventional»      | Дэвид Силвиан           | 3:02         |
| 3. | «Wish You Were Black»     | Дэвид Силвиан           | 4:49         |
| 4. | «Performance»             | Дэвид Силвиан           | 4:36         |
| 5. | «Lovers on Main Street»   | Дэвид Силвиан           | 4:09         |
| 6. | «Don't Rain on My Parade» | Боб Меррилл, Джул Стайн | 2:54         |

| №   | Название          | Автор(ы)      | Длительность |
| --- | ----------------- | ------------- | ------------ |
| 7.  | «Suburban Love»   | Дэвид Силвиан | 7:27         |
| 8.  | «Adolescent Sex»  | Дэвид Силвиан | 3:46         |
| 9.  | «Communist China» | Дэвид Силвиан | 2:44         |
| 10. | «Television»      | Дэвид Силвиан | 9:15         |

| №   | Название                           | Автор(ы)                | Длительность |
| --- | ---------------------------------- | ----------------------- | ------------ |
| 11. | «Don't Rain on My Parade»          | Боб Меррилл, Джул Стайн | 2:51         |
| 12. | «Communist China»                  | Дэвид Силвиан           | 2:42         |
| 13. | «Adolescent Sex»                   | Дэвид Силвиан           | 3:46         |
| 14. | «Adolescent Sex» (Rare Alt. Video) | Дэвид Силвиан           | 3:04         |

| №   | Название                                  | Автор(ы)      | Длительность |
| --- | ----------------------------------------- | ------------- | ------------ |
| 11. | «Adolescent Sex» (Re-Recorded 7" Version) | Дэвид Силвиан | 4:15         |
| 12. | «Stateline»                               | Дэвид Силвиан | 4:48         |

## Участники записи
- Дэвид Силвиан — вокал, гитара
- Мик Карн — бас-гитара, саксофон, флейта, бэк-вокал
- Стив Джансен — ударные, перкуссия, бэк-вокал
- Ричард Барбиери — клавишные, синтезатор
- Роб Дин — гитара, бэк-вокал

## Хит-парады

### Альбом
| Год  | Хит-парад           | Высшая позиция |
| ---- | ------------------- | -------------- |
| 1978 | Oricon Albums Chart | 20             |

### Сингл
| Год  | Сингл          | Хит-парад           | Высшая позиция |
| ---- | -------------- | ------------------- | -------------- |
| 1978 | Adolescent Sex | Top 40 TMP France   | 40             |
| 1979 | Adolescent Sex | Nationale Hitparade | 21             |
| 1979 | Adolescent Sex | Dutch Top 40        | 27             |
| 1979 | Adolescent Sex | BRT Top 30          | 29             |
| 1979 | Adolescent Sex | Ultratop            | 28             |